# 小湘镇
小湘镇，是中华人民共和国广东省肇庆市高要区下辖的一个乡镇级行政单位。

## 行政区划
小湘镇下辖以下地区：
小湘镇社区、笋围社区、杨梅村、上围村、联星村、爱村、汉塘村、三股村、三稔村、脉源村、西一村、孔湾村、迳口村、笋围村、太平围村、桔才村、塱口村、大塘村、大白村、九源村和石印村。